# Fernbedienung

Multifunktions-Fernbedienung

Als Fernbedienung, in der Schweiz meist Fernsteuerung (umgangssprachlich auch (Fernseh)schalter, (Fernseh)drücker oder ironisch, insbesondere bei Fernsehgeräten, die Macht, von dem ungarischen Kulturwissenschaftler József Tillmann auch Zepter der Neuzeit genannt) bezeichnet man üblicherweise ein elektronisches Handgerät, mit dem sich über kurze bis mittlere Entfernungen (etwa 6 bis 20 m) Geräte oder Maschinen bedienen lassen. Für Steuerungen über größere Distanzen ist der Begriff Funkfernsteuerung gebräuchlich.

## Geschichte

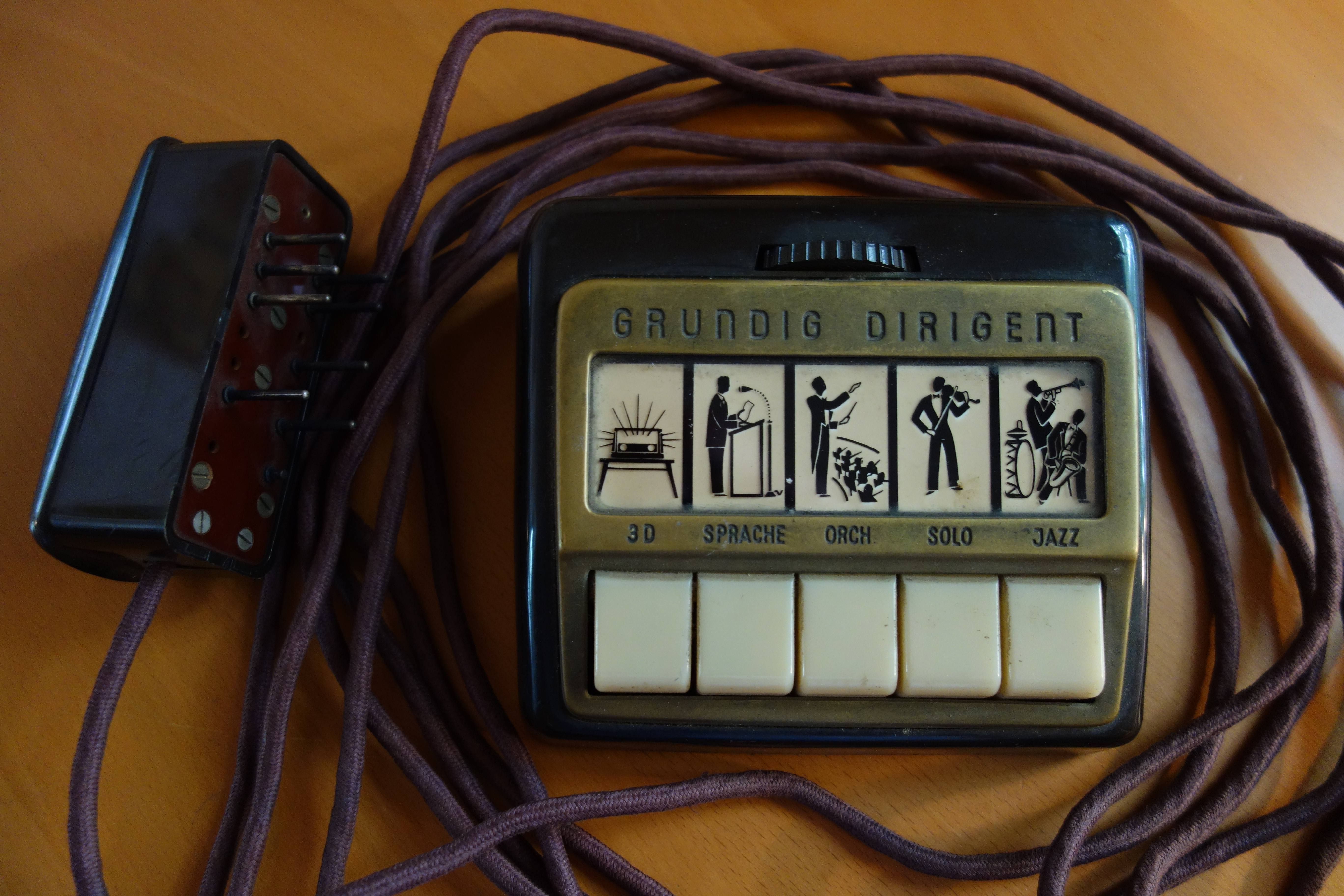
Grundig Ferndirigent 7602 (1955–1958)

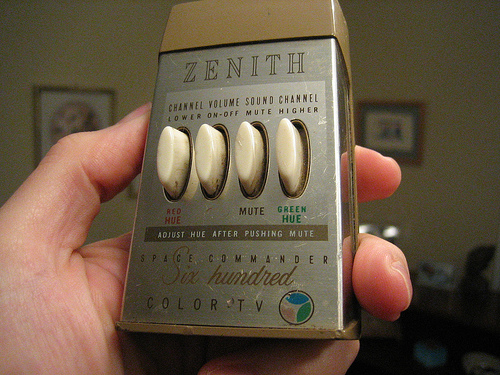
Space Commander 600 von Zenith (ca. 1970)

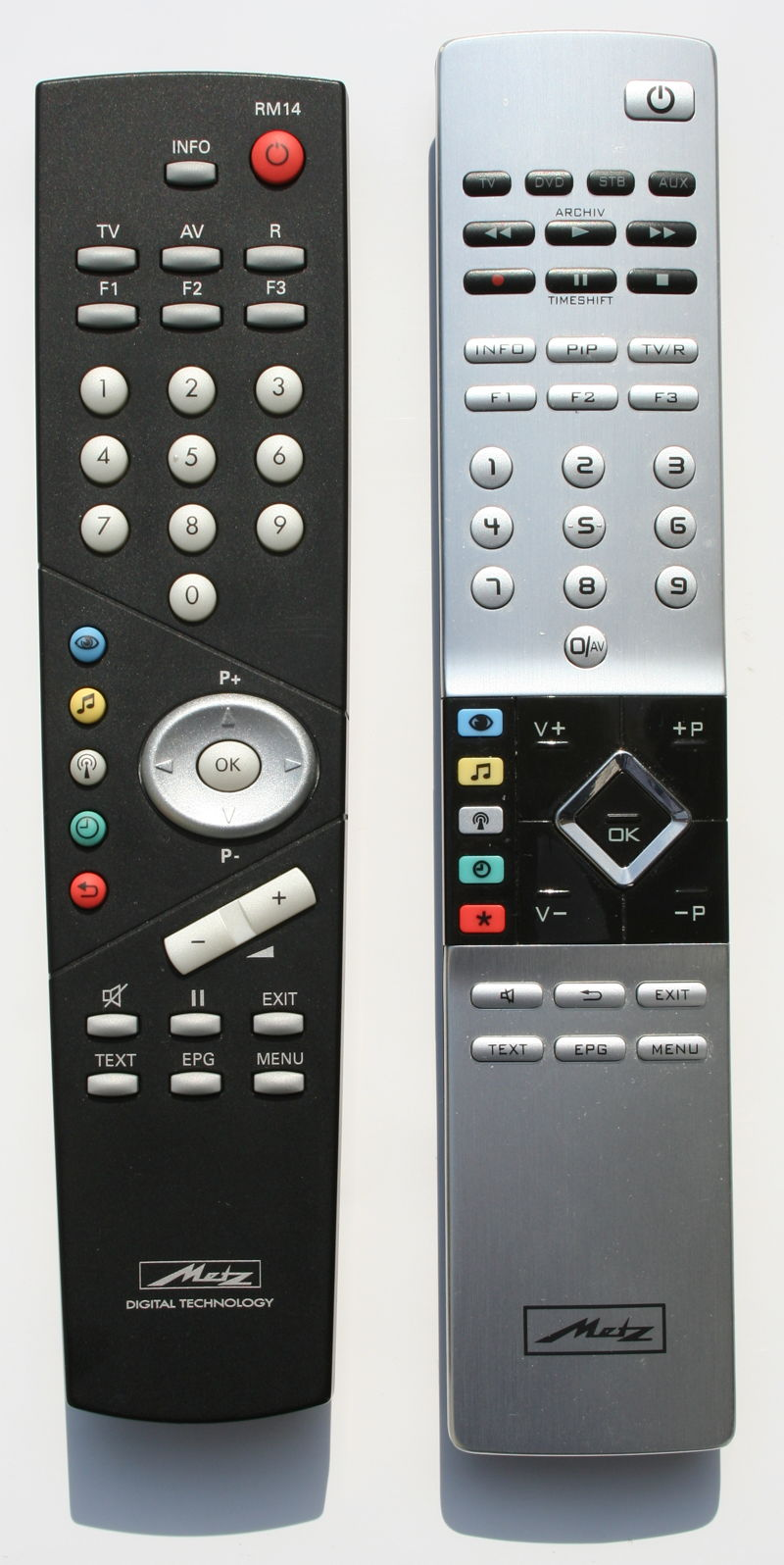
Metz Fernbedienungen RM14 und RM 17 (2013)

Die Fernsehfernbedienung wurde im Jahr 1948 in den USA entwickelt. Sie war damals über ein Kabel mit dem Fernseher verbunden und konnte nur das Bild vergrößern oder verkleinern. 1950 brachte die Firma Zenith Radio Corporation eine ebenfalls kabelgebundene Fernbedienung namens Lazy Bones (englisch für „Faulpelz“) heraus, welche die Programme umschalten konnte.
Fünf Jahre später folgte die drahtlose Fernbedienung Flash-Matic. Sie war eine Idee des Zenith-Mitarbeiters Eugene Polley und funktionierte mit einem sichtbaren Lichtstrahl, der auf einen von vier lichtsensitiven Sensoren in den Ecken des Fernsehgerätes gerichtet wurde. Dabei konnte auch häufig das bloße Tageslicht den Fernseher einschalten. Ein Jahr später, 1956, ersetzte Ultraschalltechnik die Lichtmethode. Der Österreicher Robert Adler, ein Entwickler von Zenith, baute das Modell „Space Commander“. Es funktionierte ohne Batterien, indem ein Hämmerchen – ähnlich wie beim Klavier – auf einen Stab schlug, der die Ultraschalltöne erzeugte. Kurz darauf folgten vom selben Hersteller das Modell „Kadett“ (1958) und etwas später „Vector“ (1960).
In Deutschland vertrieb die Firma Grundig zwischen 1955 und 1958 die drahtgebundene Fernbedienung Grundig Ferndirigent 7602 mit 6 m langem Kabel, die damals 38 DM kostete und u. a. an die Grundig-Radiogeräte vom Typ 4055 angeschlossen werden konnte. Der Ferndirigent besaß fünf Klangtasten mit Leuchtfeldern für die Funktionen 3D, Sprache, Orchester, Solo und Jazz. In dem achtpoligen Anschluss-Stecker befand sich ein aktiver Verstärker, der die Dämpfung des Klangregelnetzwerks ausglich.
Ebenfalls in Deutschland erschien die erste, „Zauberschalter“ genannte, Fernbedienung im Jahr 1956 von der Firma Tonfunk. Mit ihr konnte das Radiogerät drahtlos ein- und ausgeschaltet werden. Ab 1959 gab es dann Fernbedienungen mit mehreren Funktionen für Fernsehgeräte.

## Bauarten
Man kann Fernbedienungen nach dem Übertragungsmedium unterscheiden:
- Drahtgebundene Fernbedienung
  - Drahtverbindung mit mechanischer Wirkung (Bowdenzug, Druckluftschalter, Fesselflug)
  - Drahtverbindung mit elektrischer Wirkung, zum Beispiel zur Flugkörpersteuerung (siehe zum Beispiel MILAN), Fernbedienung am Lenkrad für das Autoradio, ältere Fernbedienungen von Radio- und Fernsehgeräten (Kabelfernbedienung)
- Drahtlose Fernbedienung
  - Schall und Ultraschall (etwa Mehrfrequenzgeber für die Fernabfrage von Anrufbeantwortern und [bis ca. 1975] die ersten Ultraschallfernbedienungen für Fernseher)
  - Funkwellen (beispielsweise zur Fernentriegelung von Autos, Garagentoröffnung, Funkschalter, Bluetooth bei modernen Unterhaltungsgeräten)
  - Infrarotstrahlung (IR) (unter anderem für elektronische Geräte wie Fernseher)

Funkfernbedienungen sind im Gegensatz zu IR-Fernbedienungen nicht auf optische Sicht zum Empfänger angewiesen und wirken somit auch durch Decken und Wände. Dafür kann es beim Einsatz weiterer Funkanwendungen (drahtloses Telefon, Videoübertragung usw.) und von Mikrowellengeräten zu Störungen kommen.
Daneben gibt es auch Universalfernbedienungen, welche die verschiedensten Geräte unterschiedlicher Marken bedienen können.

## Begriffsabgrenzung
Geräte mit höherer Reichweite werden meist als Fernsteuerung bezeichnet und arbeiten mit Funkwellen.
Geräte mit nur wenigen Funktionen nennen sich Handsender.

## Übertragungsarten
Ursprünglich wurden die Signale ausschließlich über ein Kabel geleitet, wohingegen heutige Fernbedienungen in der Regel drahtlos sind. Als Übertragungsverfahren können beispielsweise Radiowellen verwendet werden, dazu ist manchmal eine Genehmigung der nationalen Fernmeldebehörden (in Deutschland die Bundesnetzagentur) nötig. Nicht genehmigungspflichtig sind Übertragungen mittels Infrarot, induktive Übertragung mit einer Sendefrequenz um 10 kHz, beispielsweise zum Öffnen von Garagentoren und Ultraschallfernbedienung – sie ist heute kaum noch verbreitet. Ultraschallfernbedienungen sind – wie induktive Fernbedienungen – anfällig gegen Störsignale aus der Umgebung. Außerdem können Tiere Ultraschall hören und bei Betätigung aufschrecken.
Die meisten Fernbedienungen arbeiten heute mit Infrarot (Leuchtdioden bei einer Wellenlänge von 940 nm als Sender). Zur Verbesserung der Störsicherheit wird die Strahlung mit einer Frequenz von 20 bis 70 kHz moduliert. Die Modulation des Signals verringert den Stromverbrauch des Senders und macht die Übertragung störsicher gegen Fremdlicht. Bei Infrarot-Fernbedienungen ist unmittelbarer Sichtkontakt zum zu steuernden Gerät nicht zwingend erforderlich, da IR-Signale von vielen Flächen reflektiert werden.
Neuere Entwicklungen verwenden Funkfrequenzen um 2,4 GHz. Unter anderem lassen sich Geräte per Mobiltelefon oder Computer mittels Remote-Apps über Bluetooth oder LAN/WLAN fernsteuern. Diese Methode erfordert keinen Sichtkontakt.

## Infrarot-Fernbedienung

### IR-Modulation

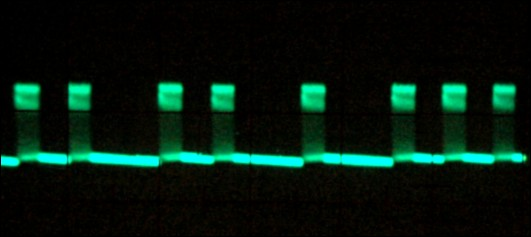
Signalfolgen zur Informationsübertragung

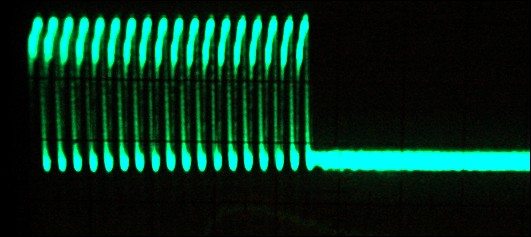
38-kHz-Signal einer Fernbedienung

Funktionstest mit einer IR-Fernbedienung. Die meisten Bildsensoren in Digitalkameras können das Infrarotlicht der Sender-LED sichtbar machen.

IR-Fernbedienungen senden ein Signal im unsichtbaren Infrarotbereich aus. Als Strahlungsquelle dienen häufig Infrarotleuchtdioden. Das Signal wird mit einer Frequenz um 40 kHz aus- und eingeschaltet. Dadurch erhöht sich die Störsicherheit des Empfängers: Ein Bandpassfilter lässt nur diese Frequenzen passieren und sperrt zufällige Störsignale aus. Durch Modulation dieses Sendesignals werden Informationen zum Empfänger übertragen.
Das linke Bild zeigt ein IR-Trägersignal von 38 kHz. Die Signalfolge (englisch burst) hat eine Sendedauer von circa 560 µs, das sind in etwa 21 Wellenzüge des Trägersignals. Durch zeitlich versetztes Senden der Signalfolgen lassen sich Daten übermitteln. Die Bursts und die Pausen zwischen ihnen kodieren die Information, die an den Empfänger übermittelt werden soll. Das Trägersignal ist im rechten Bild wegen der geringen Auflösung nicht zu erkennen.
Die Kodierung erfolgt nach unterschiedlichen Verfahren durch Variation der Burst- und Pausendauer (Impulstelegramm). Die Audiodatei zeigt beispielhaft, wie sich ein IR-Signal anhören würde:
Im ersten Klangblock kodieren Pulse mit einer Länge von 500 bzw. 1600 µs Dauer, getrennt von ca. 500 µs langen Pausen, die Information. Die folgenden Knack-Geräusche teilen dem Empfänger mit, dass die Fernbedienung länger gedrückt wird und die Information des ersten Blocks wiederholt werden soll. Es folgen zwei weitere Sequenzen, die die Information anderer gedrückter Fernbedienungstasten übermitteln. Das Wiederholungssignal ist identisch. Die feinen Unterschiede im Informationsblock sind auditiv nicht wahrzunehmen.
Verbreitet sind die Verfahren RC-5 und RC-6, die auf die Firma Philips zurückgehen. Sie verwenden einen Träger von 36 kHz. Die Bursts und Pausen haben jeweils eine Dauer von 889 µs. Der Kodierung liegt ein Manchester-Code zu Grunde. Dadurch treten Pausen und Bursts von einfacher und maximal doppelter Dauer auf. Ein Signalpaket überträgt 14 Bit, so dass pro Sekunde ein Sendebefehl mindestens zehnmal wiederholt ausgestrahlt wird.

### Technische Realisierung

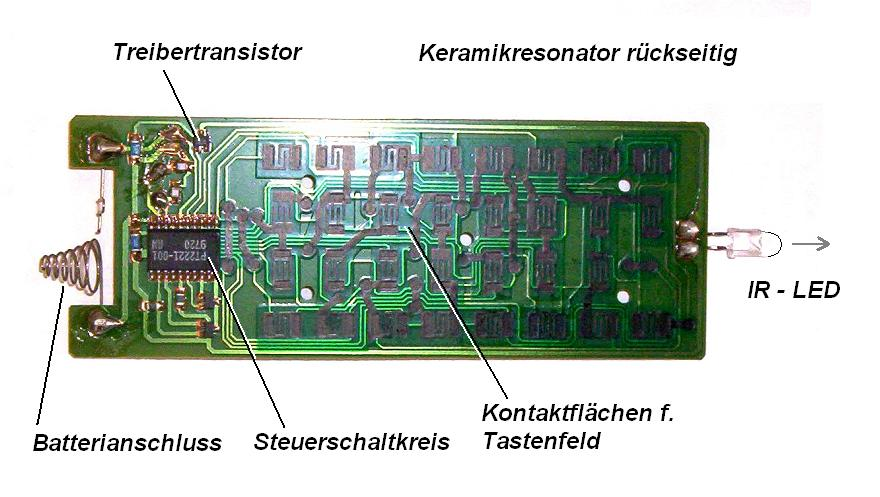
Komponenten des Senders (Handgerät) einer Infrarot-Fernbedienung

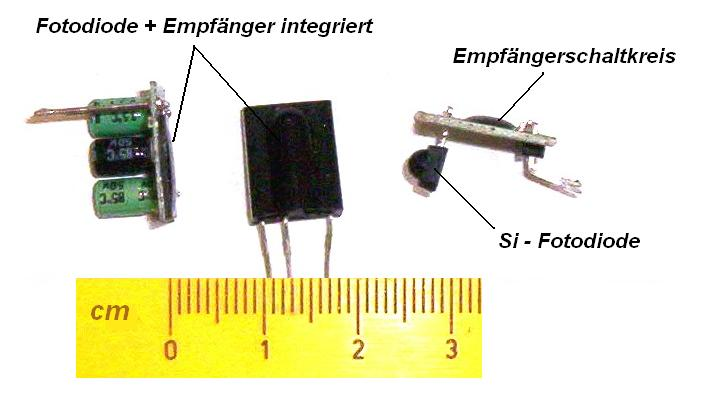
Verschiedene Ausführungsformen von IR-Fernsteuerempfängern

#### Handgerät
Im Handgerät bzw. in der Fernbedienung befindet sich eine Batterie, eine Steuerschaltung, das Tastenfeld und eine Galliumarsenid-Leuchtdiode. Die Steuerschaltung (fast immer als integrierte Schaltung (IC) ausgeführt) erzeugt für jede Taste einen spezifischen Code und liefert die damit modulierte Trägerfrequenz (beispielsweise 36 kHz) an die Leuchtdiode. Oft ist ein Treibertransistor zur Verstärkung dazwischengeschaltet. Die Modulationsfrequenz wird von einem Oszillator erzeugt, der meist mit einem Keramikresonator arbeitet.

#### Empfänger
Der Empfänger, etwa im Fernsehempfänger, besteht aus einer Photodiode, einem bei 36 kHz selektiv arbeitenden geregelten Verstärker (AGC) und einem Demodulator, der das digital codierte Signal an die Steuerschaltung des Gerätes liefert. Vor der Photodiode sitzt ein für sichtbares Licht undurchlässiger Sperrfilter, um Störungen, zum Beispiel von Energiesparlampen, zu vermeiden.
Während solche Empfänger früher aus diskreten Bauteilen aufgebaut waren, sind sie seit den 1990er Jahren als IC verfügbar, die alle diese Funktionen enthalten. Meist sind IC und Photodiode in einem gefärbten Kunststoffgehäuse integriert, das sichtbares Licht ausfiltert.
Einer der populärsten Empfangs-ICs ist der TSOP1736 für 36 kHz. In der TSOP17.. Reihe sind Empfangs-ICs für die Frequenzen 30, 33, 36, 36,7, 38, 40 und 56 kHz erhältlich.

## Anwendungen

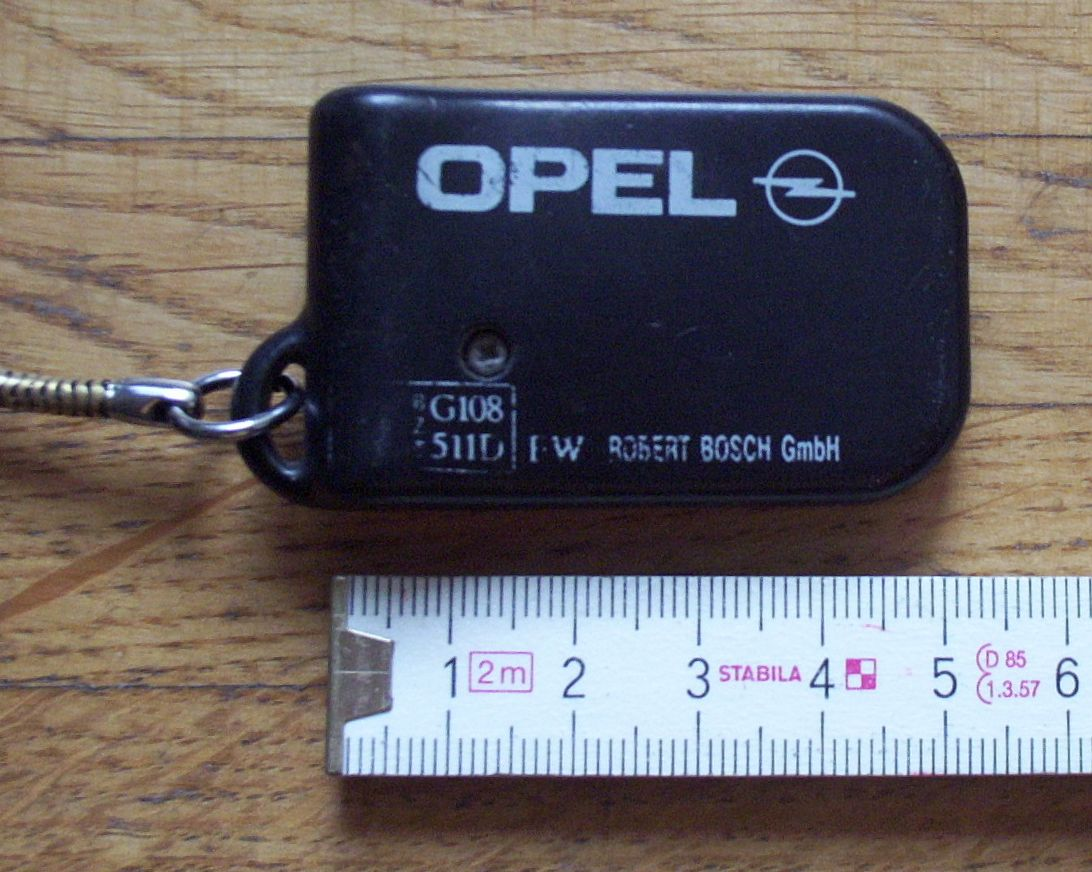
Fernbedienung für Wegfahrsperre und Zentralverriegelung (1994)

IR-Fernbedienungen werden für Haushaltsgeräte und vor allem im Bereich der Unterhaltungselektronik verwendet.
Funkfernbedienungen finden unter anderem zum Öffnen/Schließen von Garagentoren oder zum Ver- und Entriegeln von Automobilen (seit den 1990er Jahren) Verwendung.

## Sonderformen

### Universalfernbedienung
Universalfernbedienungen sind Fernbedienungen, die verschiedene Geräte bedienen können. Es ist zu unterscheiden zwischen lernfähigen Fernbedienungen, die mittels der Original-Fernbedienung angelernt werden und programmierbaren Fernbedienungen, die mittels eines Zahlencodes auf die zu bedienenden Geräte eingestellt werden. Universalfernbedienungen können auch beides, Zahlencodes für die gängigsten Markengeräte und Lernfunktion für unübliche Steuersignale.
Universalfernbedienungen können mehrere Geräte steuern: Im Allgemeinen stellt man über sogenannte Gerätetasten die Bedienung auf ein bestimmtes Gerät ein – und kann somit alle Geräte mit einer einzigen Fernbedienung steuern. Um sie an die Geräte anzupassen, müssen oft herstellerspezifische Codes in die Fernbedienung eingegeben werden.
Die bessere Alternative ist eine Programmierung über eine (gut gepflegte) Datenbank im Internet (Online-Verbindung erforderlich) und zusätzlich noch eine Lernfunktion, über die auch evtl. nicht funktionierende Befehle korrekt eingelernt werden können.
Die teureren unter den Universalfernbedienungen bieten zusätzlich noch sogenannte „aktionsgesteuerte Aktivitäten“, d. h. zuerst werden alle im Heimkino verwendeten Geräte mittels Herstellerangabe und Modellbezeichnung aus einer Liste auf der Hersteller-Webseite eingegeben, die Befehle sodann auf die Fernbedienung übertragen und anschließend logisch für verschiedene Aktionen miteinander verknüpft. So fährt beispielsweise auf Knopfdruck neben dem im Display angezeigten „Beamer TV“ die Leinwand nach unten, der Projektor schaltet sich ein, der richtige Video-Eingang am Projektor wird gewählt, der A/V-Receiver schaltet sich ein und der korrekte Audio-Eingang wird eingestellt. Sodann schaltet sich der DVD-Player ein, das Licht wird gedimmt und der Film startet.
In oben aufgeführtem Szenario steuert die Universalfernbedienung auch Geräte, die via Funk angesprochen werden, z. B. die Motorleinwand oder die Beleuchtung via Funksteckdosen. Dazu gibt es im Handel preiswerte Umsetzer von Infrarot auf Funk, eine gute Anleitung dazu gibt es weiter unten in den Weblinks.
Die größte Verbreitung haben aktionsgesteuerte Universalfernbedienungen naturgemäß in Heimkinos mit ihrem meist größeren Gerätepark.

### Interaktive Fernbedienung

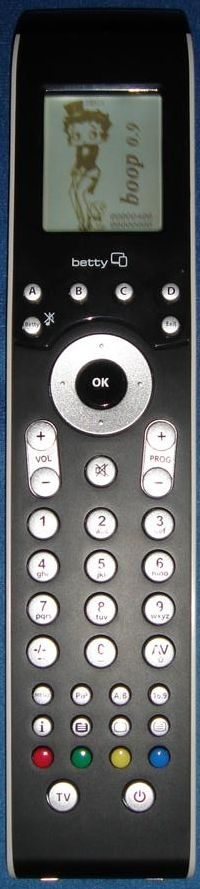
Betty-Fernbedienung mit boop-Firmware

Eine Sonderform der Universalfernbedienung stellte die „Betty“ dar, ein als interaktive Fernbedienung beworbenes Gerät der Swisscom Fixnet. Dieses kam 2006 auf den Schweizer und Anfang 2007 auf den deutschen Markt. Die Fernbedienung bot, begleitend zum Programm einiger Fernsehsender, auf dem Display Spiele, Hintergrundinformationen und Werbung. Gewinne wurden als Bonuspunkte ausgezahlt.
Erfasste Daten wurden per Telefon mittels eines eingebauten Modems übertragen. Der Aufbau des Systems ermöglichte es dem Anbieter, das Seh- und Nutzungsverhalten des Zuschauers zu protokollieren.
Nach der Markteinführung wurden in Deutschland anstatt der geplanten 500.000 bis 1.000.000 Kunden bis zum 25. Juli 2007 nur 100.000 Bettys abgesetzt. Betty wurde in der Schweiz und in Deutschland Ende 2007 eingestellt. Die Betty wurde zu einer gewöhnlichen Universalfernbedienung.
Ein alternatives Betriebssystem für die Betty, die boop-Firmware, wurde nach der Cartoonfigur Betty Boop benannt. Damit arbeitet sie als Universalfernbedienung für die d-box2, Xbox und andere Geräte.

## Galerie

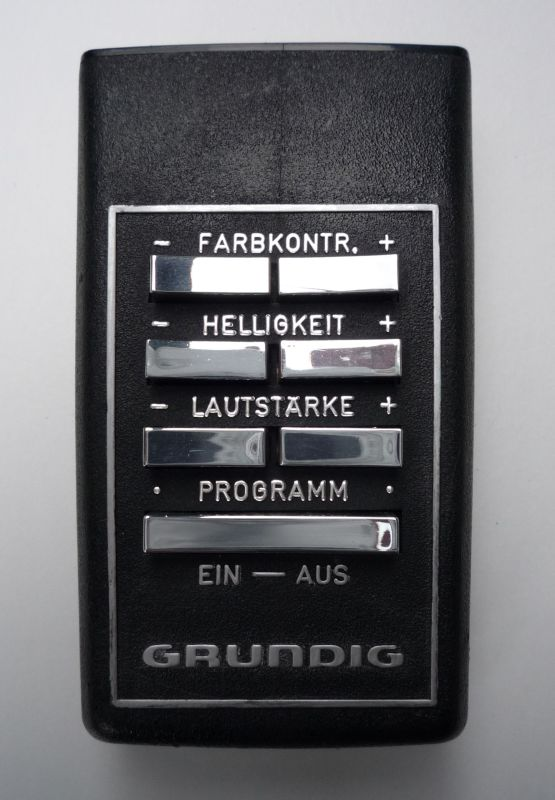
Ultraschallfernbedienung Marke „Grundig“, um 1973
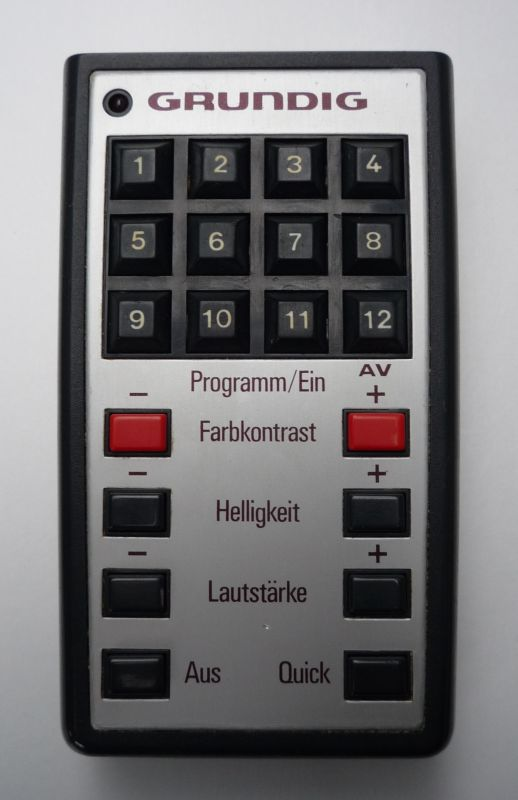
Ultraschallfernbedienung Marke „Grundig“, um 1976
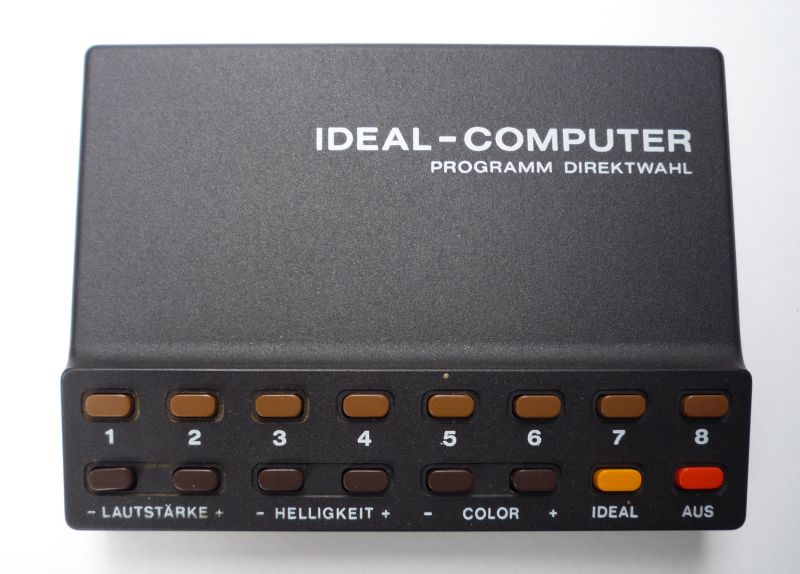
Ultraschallfernbedienung Marke „ITT Schaub Lorenz“, um 1976
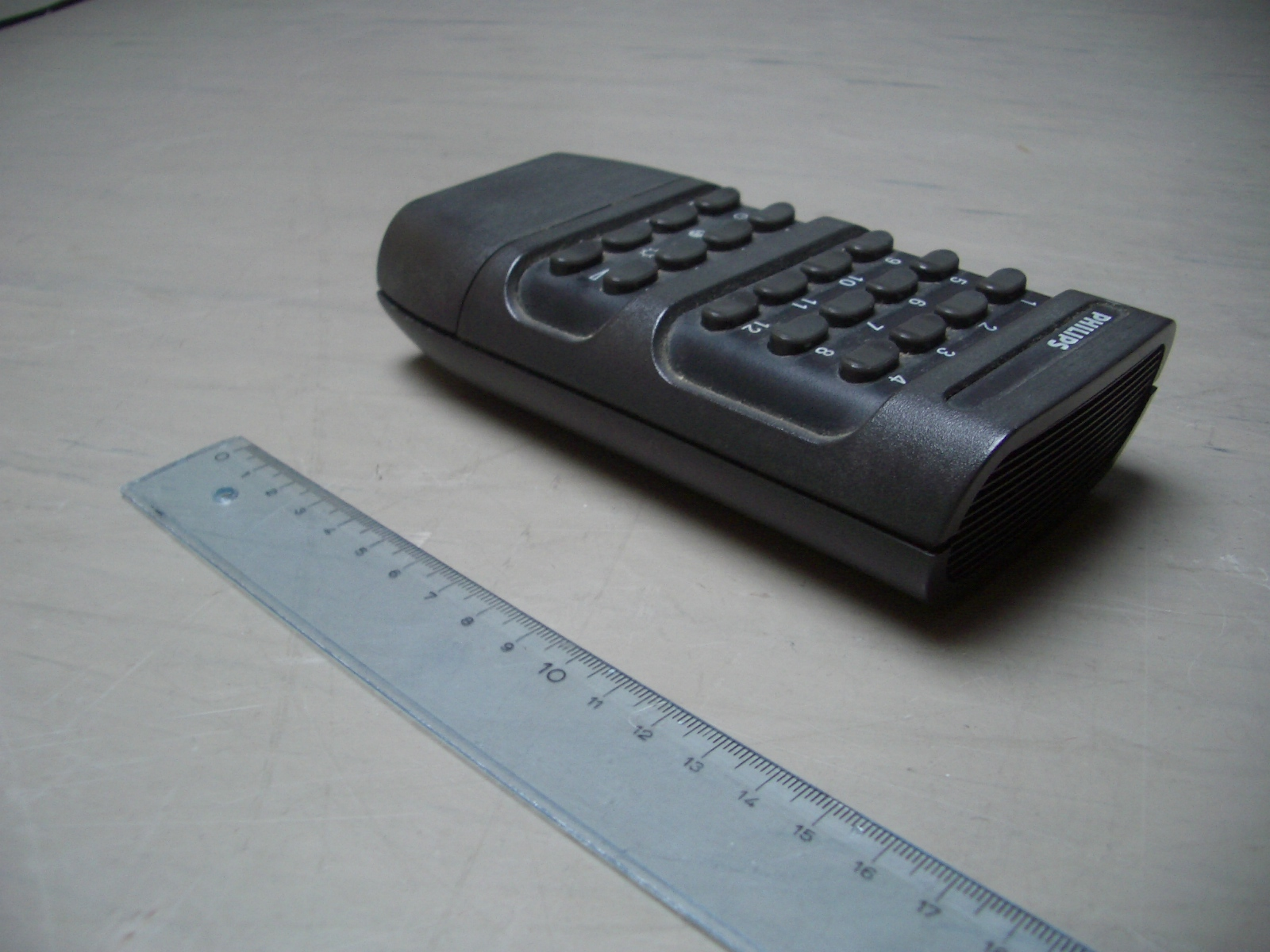
Infrarot-Fernbedienung eines Philips-Fernsehers, Baujahr 1978
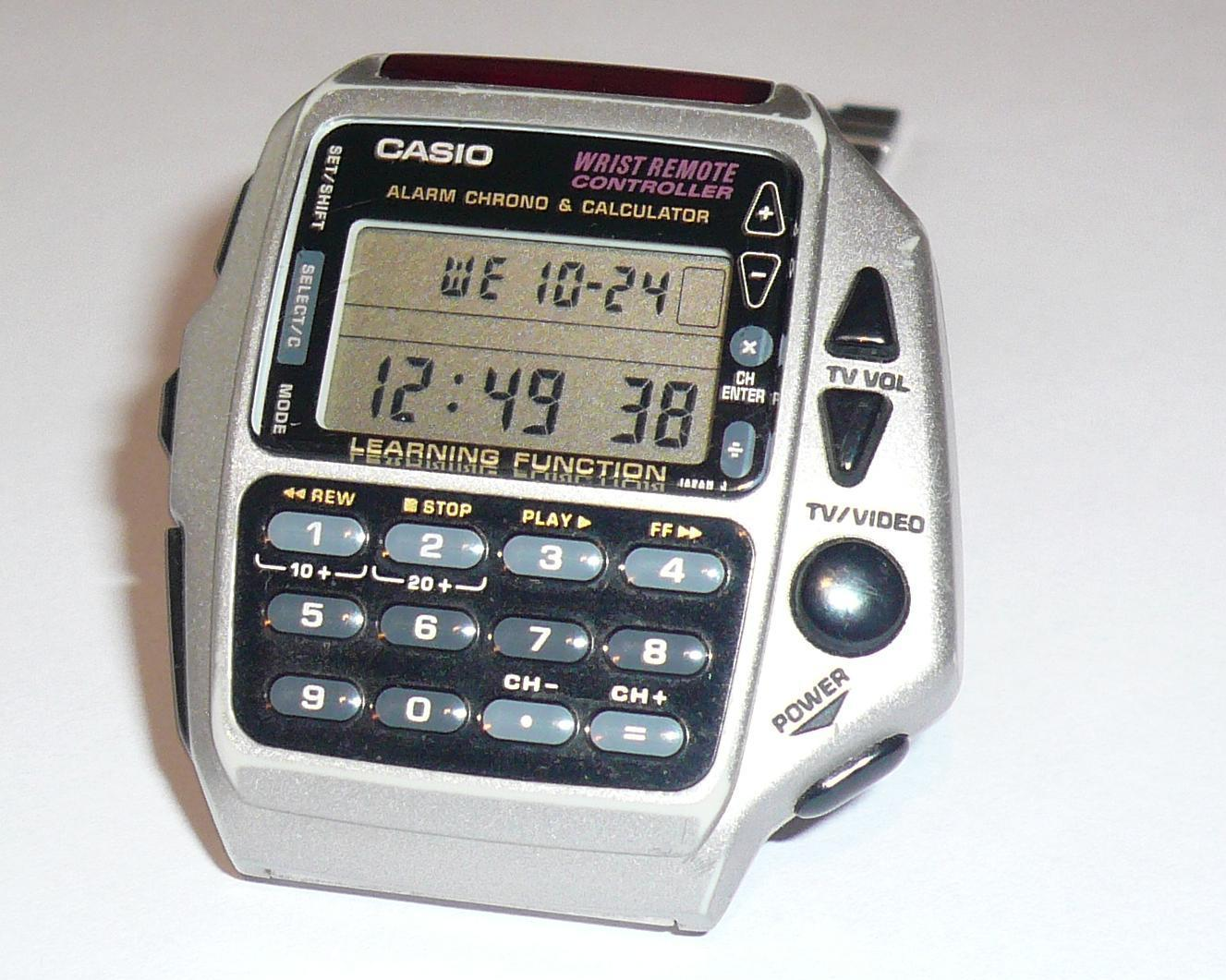
Armbanduhr mit TV- und Videorecorder-Fernbedienung
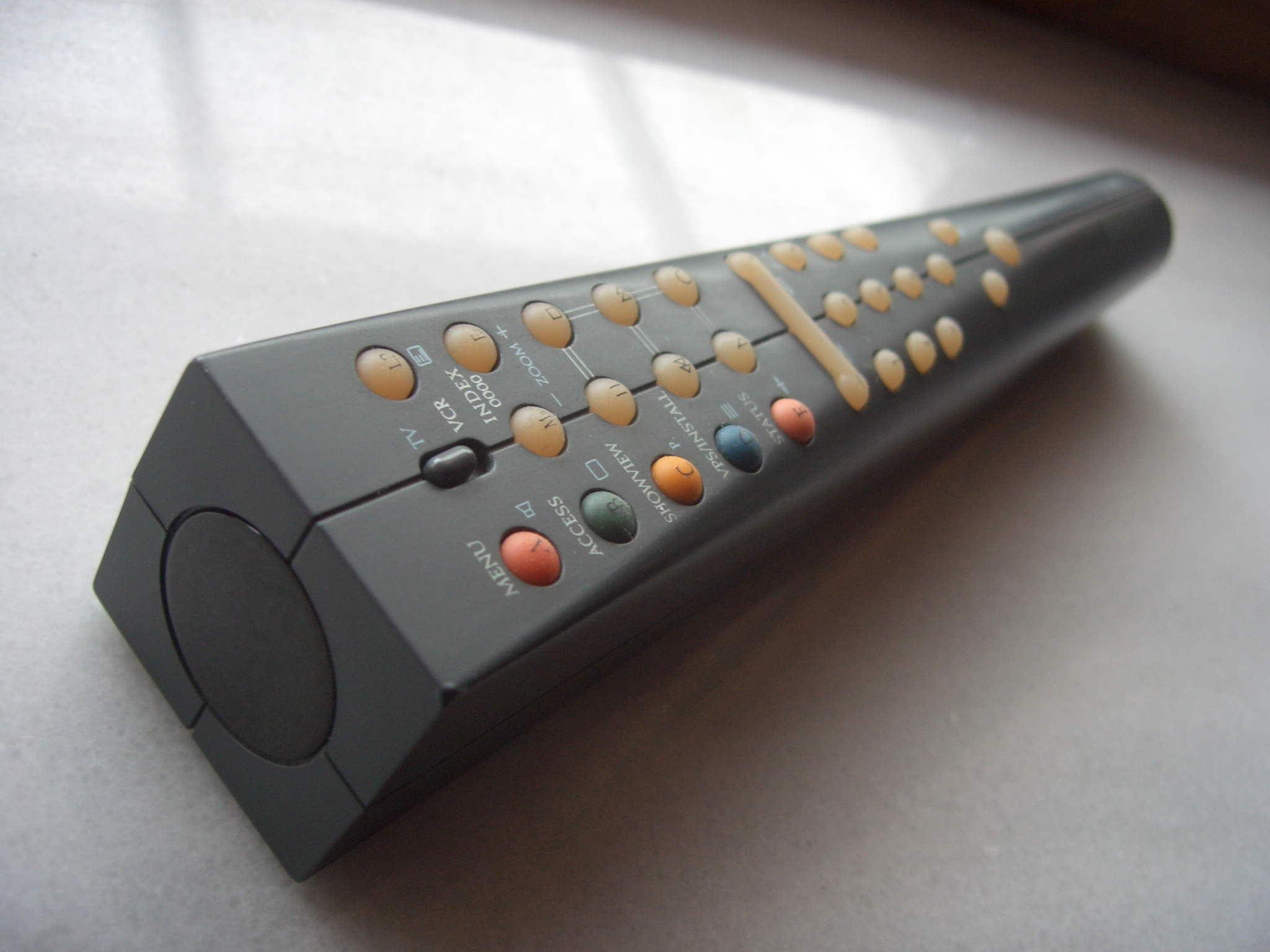
TV-Fernbedienung entworfen von Phillipe Starck für Thomson, um 1995
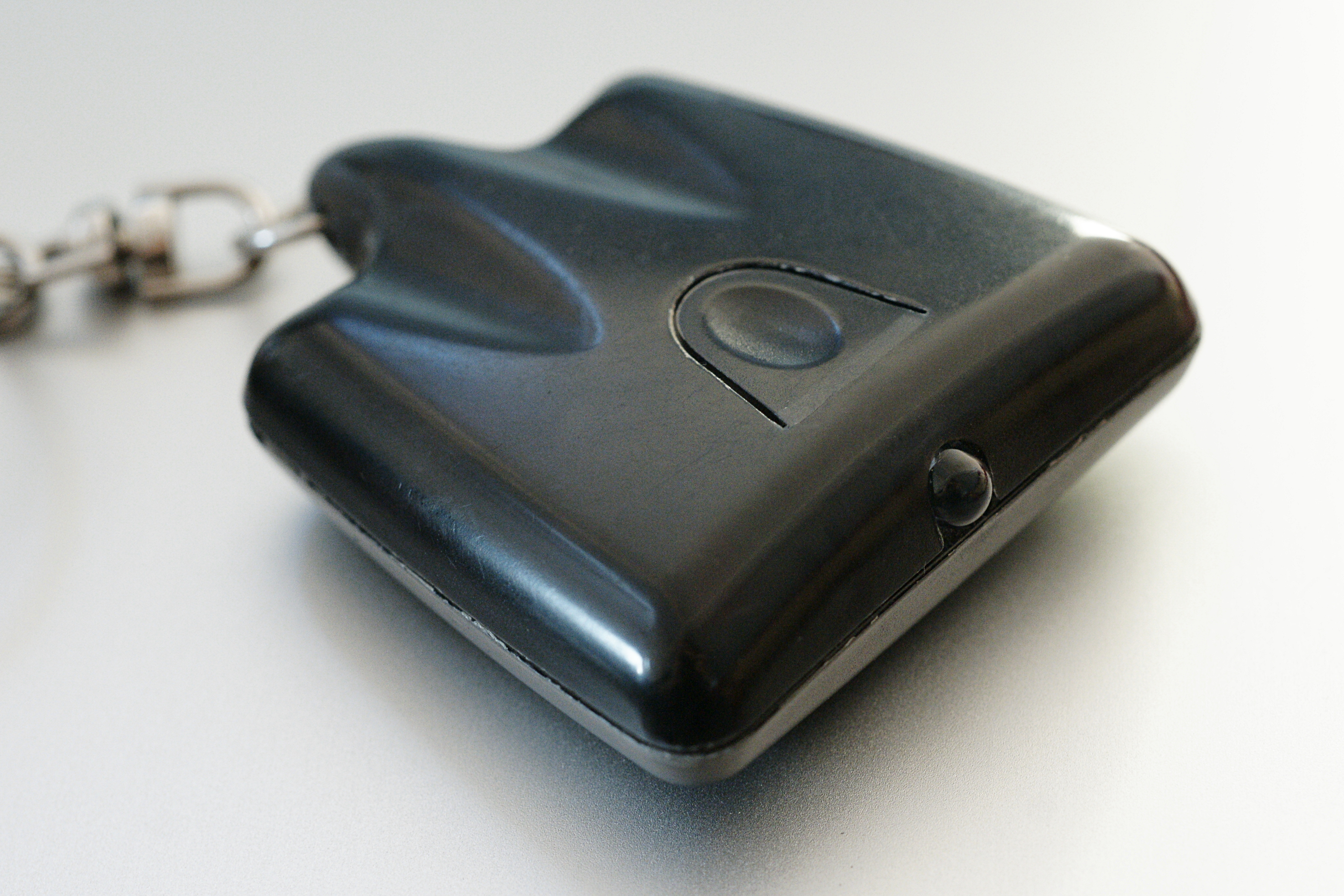
Universaler Ausschalter TV-B-Gone für handelsübliche Fernseher, 2008